# Fritz Stern
Pour les articles homonymes, voir Stern.
Fritz Stern, né le 2 février 1926 à Breslau et mort le 18 mai 2016 à New York, est un historien américain d’origine allemande.
D'origine juive, sa famille doit fuir l’Allemagne nazie en 1938 et s’installe à New York, où Fritz Stern fait des études en histoire et devient un historien de réputation internationale. Ses recherches et publications portent avant tout sur l’histoire allemande des XIXe et XXe siècles, notamment sous le rapport des origines du national-socialisme.

## Biographie

### Enfance et jeunesse
Fritz Richard Oskar Stern naît en 1926 à Breslau en province de Basse-Silésie, aujourd’hui ville polonaise de Wrocław, qui appartenait alors au Reich. Comptant plus d’un demi-million d’habitants, Breslau était une ville moyenne connaissant cependant une brillante vie intellectuelle et scientifique. La famille bourgeoise de Stern y jouait un rôle éminent depuis des générations. Ses grands-pères et son père, Rudolf Stern (1895-1962), étaient des médecins estimés au niveau international pour leurs performances scientifiques ; sa mère, Käthe, née Brieger (1894-1973), avait passé un doctorat de physique pour devenir ensuite une didacticienne d’enfants remarquée. La famille maintenait des liens voire certaines amitiés avec divers scientifiques illustres de l’époque. Ainsi se fit-il que Fritz Haber, prix Nobel de chimie en 1918, assuma le parrainage de baptême du petit Fritz – deuxième enfant de la famille après sa sœur Toni née en 1920 – et lui donna son premier prénom (le baptême fut célébré en 1926). 
Les grands-parents paternels de Stern s’étaient déjà convertis au protestantisme, contrairement aux parents de sa mère ; mais elle fut baptisée immédiatement après sa naissance. Tout cela ne préservait pas les Stern, bien entendu, d’être concernés eux aussi par les campagnes antisémitiques des nazis dès leur accession au pouvoir en 1933. Les parents reconnurent tout de suite le danger mortel en train de se nouer alors pour des personnes comme eux ; et quant à leur fils, à l’école, il subissait toujours plus de harcèlements et d’exclusion à cause de ses racines juives. Il fut mis en 1936 au lycée Sainte-Marie-Madeleine de Breslau, plus tolérant. Néanmoins, ce ne fut qu’en 1938 que le père trouve des (vagues) perspectives professionnelles aux États-Unis, ce qui rend finalement possible l’émigration en septembre de l’année ; la famille s'établit à New York.

### Carrière académique
À New York, Fritz Stern, en apprenant l’anglais assez vite, termine sa formation scolaire et s’inscrit alors, en 1943, à l’université Columbia, à un programme en médecine, suivant la tradition familiale. Or, pendant la première année, il découvre de plus en plus son intérêt pour l’histoire et la politique, de sorte qu’il les choisit comme matières principales en 1944 ; décision qui se révélera la bonne. En 1946, Stern obtient son premier diploôme, le baccalauréat. Pendant les études du second, son université l’emploie déjà comme maître de conférences en civilisation contemporaine (jusqu’en 1951). En 1948, il obtient le diplôme de Master ; en 1953, il passe sa thèse de doctorat (PhD) en histoire contemporaine sous la direction de Jacques Barzun. Entre-temps, il travaille, depuis 1951, comme professeur assistant à l'université Cornell. En 1953, il accepte de nouveau une offre de l'université Columbia pour y devenir professeur d’histoire contemporaine – poste qu'il occupe jusqu’à sa retraite en 1996. De 1953 à 1957, il est professeur assistant, puis, de 1957 à 1963, devient professeur associé, avant d'être, de 1963 à 1967, professeur titulaire ; de 1967 à 1992, professeur de la chaire prestigieuse de Seth Low, de 1992 à 1996, University Professor ; et enfin, à partir de 1997, professeur émérite. De 1980 à 1983, il accepte aussi la charge de chancelier (provost) de l'université Columbia. Pendant sa carrière de professeur, Stern encadre une trentaine de thèses de doctorat.
Pour enseigner et faire des recherches, il voyage beaucoup, le plus fréquemment en Europe, et avant tout en Allemagne (c'est en 1950 qu’il visite le continent et l'Allemagne pour la première fois après son émigration). À titre de sommité en histoire, il est, par exemple, professeur invité à l’université libre de Berlin plusieurs fois à partir de 1954 et professeur invité à l’université d’Iéna en 2007. À partir de 1966, il est professeur invité permanent à l’université de Constance. Quant à d’autres pays européens, de 1966 à 1967, par exemple, Stern travaille à l’université d’Oxford ; de 1972 à 1973 au Netherlands Institute for Advanced Study (Wassenaar) ; en 1979, chez la Fondation nationale des sciences politiques de Paris. Il est également membre de nombreuses organisations scientifiques aussi bien aux États-Unis qu’en Allemagne (voir la liste ci-dessous). De temps en temps, il fait en plus fonction de conseiller politique pour les premiers ; surtout de 1993 à 1994, quand il est Senior Adviser de l’ambassade américaine en Allemagne (pendant que son ami Richard Holbrooke est ambassadeur).

### Œuvre historique
L’œuvre d’historien et la biographie de Fritz Stern sont intrinsèquement liées l’une à l’autre. Étant né et ayant passé ses premiers douze ans de vie en Allemagne, comme fils d’une famille allemande, ce pays est demeuré pour lui sa patrie. Après qu’on l’en ait chassé, il éprouve, pendant la Seconde Guerre mondiale et les premières années de l'après-guerre une « deep repugnance for almost all things German ». D’autre part, il se découvre bientôt hanté par une question éthique : « [W]hy and how did the universal human potential for evil become an actuality in Germany? », c’est-à-dire : Quelles furent les causes du national-socialisme et de son succès en Allemagne ? Ainsi écrit-il son mémoire de maîtrise (1948) sur Arthur Moeller van den Bruck, un influent auteur allemand de la fin du XIXe et du début du XXe siècle qui lutta contre le libéralisme. Dans sa thèse de doctorat (1953, publiée en 1961 sous le titre The Politics of Cultural Despair. A Study in the Rise of the Germanic Ideology), Stern poursuit cette thématique en traitant du même personnage et deux autres auteurs allemands de la même époque et de la même orientation politique : Paul de Lagarde et Julius Langbehn. En 1951, Stern vit en outre « the more or less accidental start of my work as a German historian » en tant que tel, lorsque l'université Cornell le charge de donner des cours d'histoire allemande contemporaine, ce qu'il accepte. Or, ce domaine, au début des années 1950, est encore relativement peu exploré), mais pour Stern, il devient dès lors et est toujours resté le centre de son travail d’historien, lui permettant d'acquérir rapidement la réputation internationale d’en être l'un des meilleurs experts. Sa problématique préférée réside tout entière dans l'interrogation du « Pourquoi ? ». Les deux ouvrages déjà cités illustrent qu’il s'en approche tout particulièrement selon le point de vue culturel. Celui-ci est également au centre de son ouvrage intitulé The Failure of Illiberalism. Essays on the Political Culture of Modern Germany (1972). Dans des publications ultérieures, Stern inclut d’autres aspects de la réalité allemande, tels la politique et la sociologie, notamment dans Dreams and Delusions. The Drama of German History (1987), Verspielte Größe. Essays zur deutschen Geschichte (1996) et Das feine Schweigen: Historische Essays (1999).
L’ouvrage Gold and Iron. Bismarck, Bleichröder, and the Building of the German Empire (1977) s’inscrit lui aussi, quoique plus indirectement, dans la recherche de ce « Pourquoi ? ». Gerson von Bleichröder fut le banquier personnel d’Otto von Bismarck, du chancelier du Reich allemand, et il fut juif. Son histoire permet donc à Stern, qui se souvenait bien sûr de sa propre descendance juive, d’explorer la vie des Juifs dans la société allemande de cette époque et l’attitude trop souvent négative des Allemands chrétiens envers eux. Avant Stern et son collègue David S. Landes, qui avait d'abord proposé ce projet de recherches historiques avant de l’abandonner après quelques années, faute de temps, personne n’avait travaillé sur Bleichröder parce que les documents le concernant étaient dispersés dans des archives françaises et allemandes. L’ouvrage de Stern, achevé en 1976, après 16 ans de labeur, est toujours considéré comme un ouvrage notoire. Un autre ouvrage de Stern, publié en 1999, s’attache à un autre Juif allemand, Albert Einstein, que Stern rencontra personnellement à Princeton en 1944, et qui l’intéressait comme sujet d’étude depuis 1978, quand l’historien accepta l’offre de parler sur Einstein lors d’un congrès l’année suivante. Einstein’s German World, ouvrage paru en 1999, prend en compte la vie du physicien comme axe d’une analyse de la société allemande de son époque.
Le fait que Fritz Stern choisit comme problématique fondamentale de son œuvre historique la recherche des origines du national-socialisme souligne combien l'historien et toutes ses recherches sont imprégnés d’une forte intention didactique en faveur de la liberté et de la démocratie. Stern est convaincu que « there is no inevitability in history », plus précisément : « German roads to perdition, including National Socialism, were neither accidental nor inevitable. National Socialism had deep roots, and yet its growth could have been arrested » . Il en découle que si une société semble courir le risque de prendre une évolution néfaste – soit vers la droite, soit vers la gauche ; soit en Allemagne, soit ailleurs –, il est « possible » de l’en empêcher à l’aide de certaines mesures. Et il est aussi « nécessaire » de le faire parce que, comme l’est l’autre conviction de Stern, « no country is immune to the temptations of pseudo-religious movements of repression such as those to which Germany succumbed. The fragility of freedom, dit-il, is the simplest and deepest lesson of my life ». Par conséquent, Stern est historien pour tirer les fameuses leçons de l’histoire et pour contribuer à ce qu’elles soient observées ; entreprise professionnelle pour laquelle les propres expériences biographiques de cet homme avec le nazisme lui donnent à la fois la motivation et la légitimation par excellence.
Ses ultérieurs séjours professionnels dans des pays sous une dictature, tels que l’Union soviétique, l’Argentine ou la Chine, ont aiguisé sa conscience que « the past isn’t dead ». À cet égard, il raffermit dans les années 1950 son attitude didactique par l’étude intensive de l’historiographie depuis Voltaire, une étude qui donne lieu, en 1956, à la publication de l'essai The Varieties of History. From Voltaire to the Present, une compilation d’extraits significatifs des œuvres de divers historiens importants. Selon Stern, « The book validated, my own private, unarticulated predisposition to live in several worlds, to be an engaged citizen ». Ces « several worlds », ce sont d’une part, l’historiographie académique et le passé ; d’autre part, le public actuel et tout ce qui constitue le monde contemporain : la politique, la culture, la société. Dans cette dernière sphère, Stern veut être un « citoyen engagé » pour y faire appliquer de manière très concrète les leçons de cette première sphère. C’est pourquoi il est régulièrement apparu – déjà à partir des années 1960 – dans le débat public, voire dans les comités de conseillers d’hommes politiques importants aussi bien aux États-Unis qu’en Allemagne. Il n’est, bien entendu, jamais directement entré en politique ; il se qualifie en effet de « spectateur engagé » (d’après la formule de Raymond Aron)  : Il tient, semble-t-il, à garder ses distances, l’objectivité convenant mieux pour lui à un historien professionnel. Ce qui ne l’a quand même pas empêché de déployer un engagement politique important. En 1968 et 1969, par exemple, il critique finalement, dans un article publié dans le New York Times, la révolte étudiante, qui envahit l'Université Columbia de façon particulièrement dramatique. Il considère certes beaucoup des préoccupations étudiantes avec compréhension et sympathie, mais l’arrogance et la démesure du mouvement le rebute : avant tout, ce qui le déconcerte, c'est la comparaison établit par les révoltés étudiants entre leur situation d'exploités des sociétés bourgeoises-capitalistes en Occident et la condition des Juifs dans l’Allemagne nazi. Stern tente donc d’empêcher les étudiants de méconnaître la signification réelle de la non-liberté et d’ainsi faire du tort à l’Occident. En effet, l'Occident, avance-t-il, « stands […] for the Enlightenment and for liberalism tout court ». C’est pourquoi l’historien méprise non seulement le fascisme, mais également, malgré sa biographie, le communisme. D’autre part, Stern critique, en 1967, la guerre des États-Unis au Vietnam par des lettres au président américain Lyndon B. Johnson. Et, en 1988, il organise une pétition dans le New York Times, signée par une soixantaine d’intellectuels américains, pour protester contre le dénigrement du libéralisme que pratiquait le Parti républicain lors de la campagne électorale présidentielle cette année-là.
En ce qui concerne les rapports de Stern avec l’Allemagne, ils sont devenus, à partir des années 1950, de plus en plus étroits, voire cordiaux. Certes, l’historien continue de résider aux États-Unis et se proclame américain. Néanmoins, il n’a jamais pu oublier ses origines allemandes, de sorte qu’il éprouve, une fois la Guerre mondiale terminée, le désir de revenir en Allemagne. Plus tard, l’évolution de la République fédérale lui permet en effet d'être optimiste et de croire que les Allemands ont réellement changé. Innombrables sont les séjours, parfois très longs, que Stern a passé en Allemagne (y compris en RDA avant sa chute), à des fins académiques et pour des raisons plus personnelles. Quelques notables personnages allemands sont devenus de proches amis de l’historien, tel que le sociologue et homme politique Ralf Dahrendorf, la journaliste Marion von Dönhoff et l’ex-chancelier Helmut Schmidt (avec qui Stern publie en 2010 Unser Jahrhundert: Ein Gespräch). À partir de 1996, Stern rédige même quelques livres en allemand (voir la liste des publications ci-dessous). Et, en 1990, lorsque le Premier ministre britannique Margaret Thatcher lui demande conseil, ainsi qu'à d’autres historiens, sur la question de l’unification allemande, Stern tente assez habilement de dissiper les réserves de la femme politique et se prononce encore à d’autres occasions pour accorder « une seconde chance » à l’Allemagne.
Il s’est donc réconcilié avec son ancienne patrie, voire il « gradually acquired another German life, parallel and subordinate to my American life » (en conséquence, son autobiographie [2006] porte le titre Five Germanys I Have Known). Il cherche d'autant plus à se comporter en citoyen engagé lorsqu'il se trouve en Allemagne. Cette attitude culmine en 1987, quand il assume, comme premier étranger, le discours du 17 juin, en ce temps-là date de la fête nationale de la RFA, devant le Bundestag. Et encore en 2010, il se charge, en Allemagne, du discours officiel en mémoire de l’attentat sur Adolf Hitler du 20 juillet 1944 (voir liens ci-dessous).

### Vie privée
En 1947, Fritz Stern épouse l’Américaine Margaret J. (« Peggy ») Bassett. Un fils, Fred, naît l’année suivante ; une fille, Katherine, en 1951. En 1948, Stern adopte la citoyenneté américaine. En 1992, il divorce d’avec Margaret Bassett pour épouser, en 1996, l’Américaine Elisabeth Sifton, la fille du théologien Reinhold Niebuhr.

## Publications principales
- (en) (Ed.), The Varieties of History. From Voltaire to the Present, New York : Meridian, 1956  (ISBN 0-394-71962-X).
- (en) The Politics of Cultural Despair. A Study in the Rise of the Germanic Ideology, Berkeley : University of California Press, 1961  (ISBN 0520026268).

Traduction française : (fr) Politique et Désespoir. Les ressentiments contre la modernité dans l'Allemagne préhitlérienne, Paris : Armand Colin, 1990  (ISBN 2-200-37188-8).
- (en) The Failure of Illiberalism. Essays on the Political Culture of Modern Germany, New York : Knopf, 1972  (ISBN 0394460871).
- (en) Gold and Iron. Bismarck, Bleichröder, and the Building of the German Empire, New York : Knopf, 1977  (ISBN 0-394-49545-4).

Traduction française : (fr) L’Or et le Fer : Bismarck, Bleichröder et la construction de l’Empire allemand, Paris : Fayard, 1990  (ISBN 9782213023229).
- (en) Dreams and Delusions. The Drama of German History, New York : Knopf, 1987  (ISBN 0-394-55995-9).

Traduction française : (fr) Rêves et Illusions : Le drame de l’histoire allemande, Paris : Albin Michel, 1989  (ISBN 9782226036612).
- (de) Verspielte Größe. Essays zur deutschen Geschichte, Munich : C. H. Beck, 1996  (ISBN 3-406-41328-5).
- (de) Das feine Schweigen: Historische Essays, Munich : C. H. Beck, 1999  (ISBN 978-3-406-45674-9).
- (en) Einstein’s German World, Princeton, NJ : Princeton University Press, 1999  (ISBN 978-0691059396).

Traduction française : (fr) Grandeurs et Défaillances de l'Allemagne du XXe siècle : le cas exemplaire d’Albert Einstein, Paris : Fayard, 2001  (ISBN 978-2213609546).
- (en) Five Germanys I Have Known, New York : Farrar, Straus and Giroux, 2006  (ISBN 0-374-15540-2).
- (de) Der Westen im 20. Jahrhundert. Selbstzerstörung, Wiederaufbau, Gefährdungen der Gegenwart, Göttingen : Wallstein, 2008  (ISBN 978-3-8353-0254-9).
- (de) Avec Helmut Schmidt, Unser Jahrhundert: Ein Gespräch, Munich : C.H. Beck, 2010  (ISBN 978-3406601323).

## Affiliations (sélection)
- Depuis 1969 : Académie américaine des arts et des sciences
- 1988 : Membre de la Société américaine de philosophie
- 1988 : membre correspondant de l'Académie allemande pour la langue et la littérature
- 1993-1997 : German-American Academic Council
- Depuis 1993 : sénateur de la Deutsche Nationalstiftung

## Distinctions (sélection)
- 1977 : Lionel Trilling Book Award
- 1984 : Dr. Leopold-Lucas-Preis de l'université de Tübingen[52]
- 1985 : docteur honoris causa de l’université d’Oxford
- 1994 : Ordre Pour le Mérite
- 1996 : Kulturpreis Schlesien des Landes Niedersachsen
- 1997 : docteur honoris causa de la New School for Social Research, New York
- 1998 : docteur honoris causa de l’université Columbia, New York
- 1999 : Prix de la paix des libraires allemands
- 1999 : Alexander-von-Humboldt-Forschungspreis
- 2002 : docteur honoris causa de l’université de Breslau[53]
- 2002 : Bruno-Snell-Medaille de l'université de Hambourg
- 2004 : Leo Baeck Medal
- 2005 : Deutscher Nationalpreis
- 2006 : Grand commandeur de l'ordre du Mérite de la République fédérale d'Allemagne
- 2007 : Preis für Verständigung und Toleranz du musée juif de Berlin
- 2008 : Internationaler Brückepreis
- 2009 : Marion-Dönhoff-Preis